# De Wallen

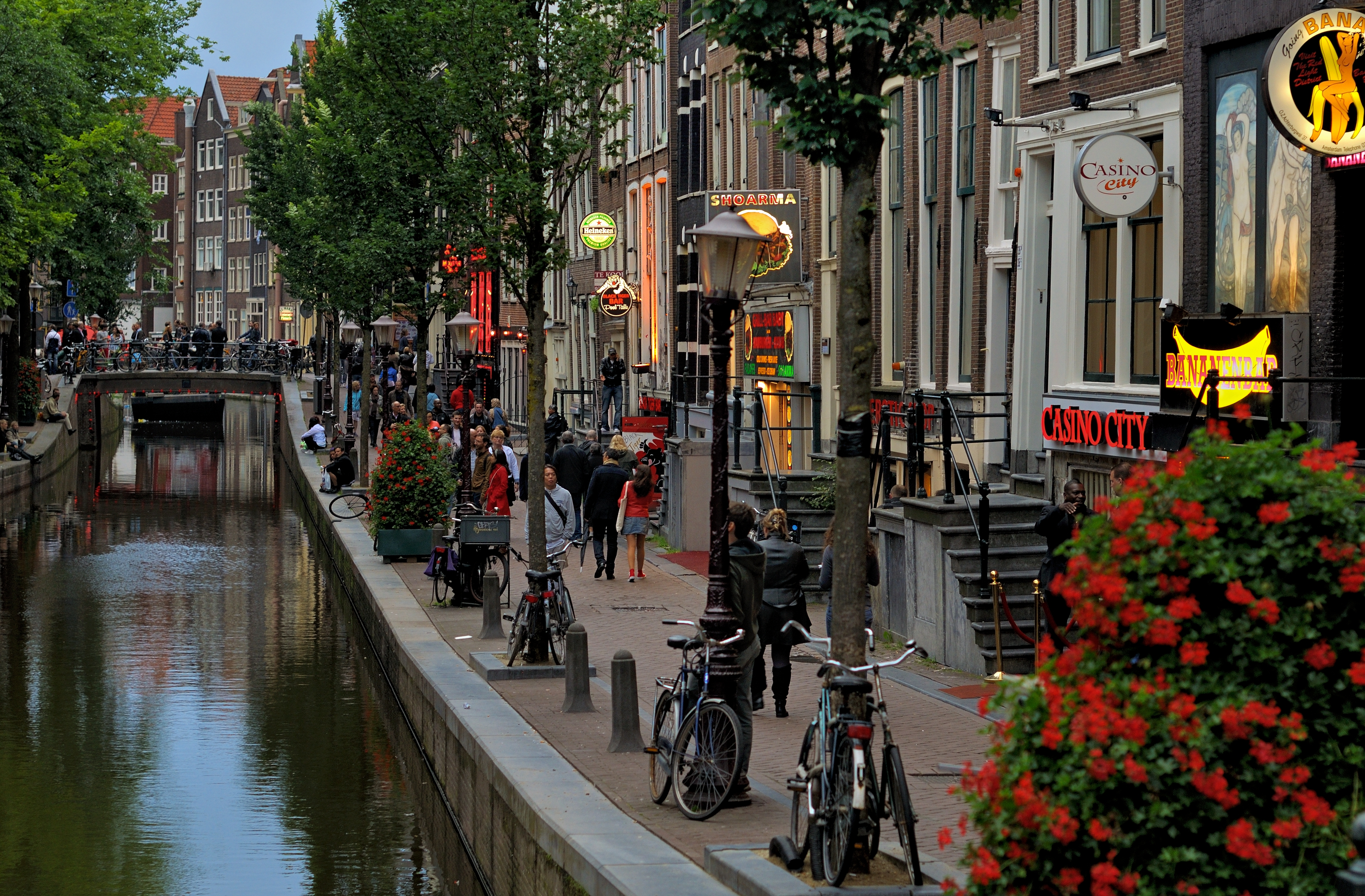
De Wallen bei Tag (2012)

De Wallen (auch: De Walletjes genannt) ist ein Rotlichtbezirk in Amsterdam-Centrum. Er ist in einem der ältesten Teile Amsterdams gelegen. Er ist besonders dafür bekannt, eines der weltweit ersten Gebiete zu sein, wo die Prostituierten legal arbeiten und organisiert sind. Die Wallen umfassen vor allem das Gebiet östlich vom Damrak, das von Warmoesstraat, Zeedijk dem Nieuwmarkt und dem angrenzenden Chinatown-Viertel umschlossen wird. Die wichtigsten Straßen im Viertel sind der Oudezijds Voorburgwal und der Oudezijds Achterburgwal.

## Prostitution

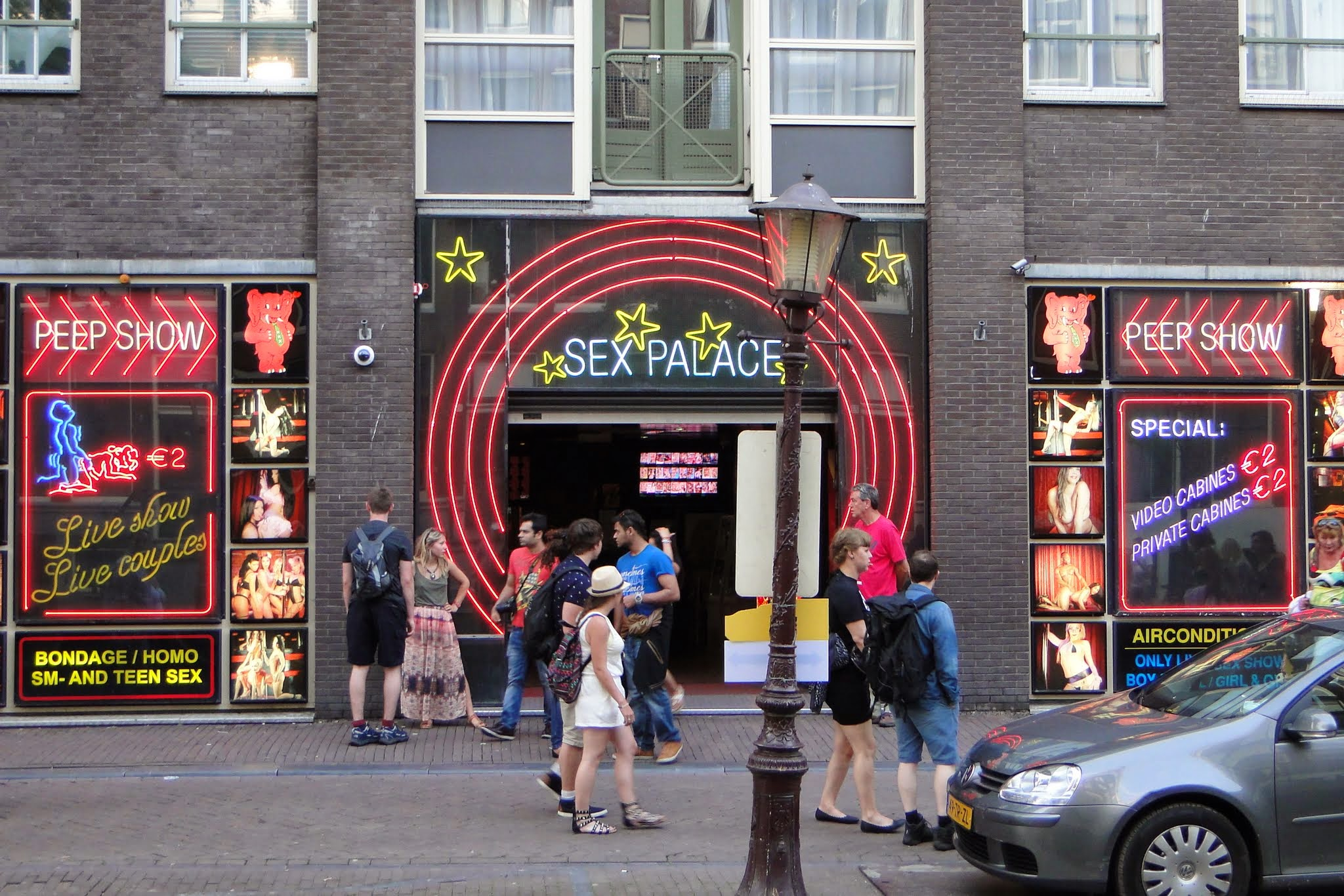
Sex-Theater im Rotlichtbezirk

Gemeinsam mit dem Singelgebied und der Ruysdaelkade bilden die Wallen die Rosse Buurt („Rotlichtviertel“) von Amsterdam. Viele Sexarbeiterinnen (landesweit rund 20 Prozent) machen Gebrauch von der für die Prostitution in den Niederlanden typischen Raamprostitutie (Fensterprostitution).
In De Wallen beleuchten die Sexarbeiterinnen ihre Fenster mit rotem Licht. In der Bloedstraat, einer Straße in De Wallen, arbeiten zahlreiche Transgender-Frauen, die blaues Licht verwenden. Die Prostituierten kommen fast ausschließlich aus Osteuropa. Die Stadtverwaltung hat mehrfach versucht die Anzahl der Fenster und der Sexarbeiter zu reduzieren. Die Schließzeiten wurden bereits auf drei Uhr vorgezogen.
2019 wurde bekannt, dass der Amsterdamer Gemeinderat die Prostitution von De Wallen in ein Erotikzentrum an einem anderen Ort am Stadtrat umziehen will. Die Sexarbeiter organisierten sich daraufhin im Verband Red Light United. Sie demonstrieren gegen den geplanten Umzug und geben an, Sexarbeit hinter dem Fenster sei eine der sichersten Formen der Sexarbeit, vor allem aufgrund ihres öffentlichen Charakters. Sie appellierten an die Stadtverwaltung, direkt gegen den übermäßigen Tourismus und die Kriminalität vorzugehen.

## Rezeption
Die 1961 veröffentlichte italienisch-französische Co-Produktion Mädchen im Schaufenster von Regisseur Luciano Emmer mit Bernard Fresson, Lino Ventura, Marina Vlady und Magali Noël in den Hauptrollen, spielt teilweise an Originalschauplätzen in De Wallen.